# 斯洛伐克国旗
斯洛伐克國旗是一面三色旗，由白、藍、紅 （即泛斯拉夫顏色）三橫條組成，左方有國徽。採用於1992年9月3日，以便與俄羅斯國旗和斯洛文尼亞國旗區分 （原來沒有國徽的樣式在1848年已經出現）。

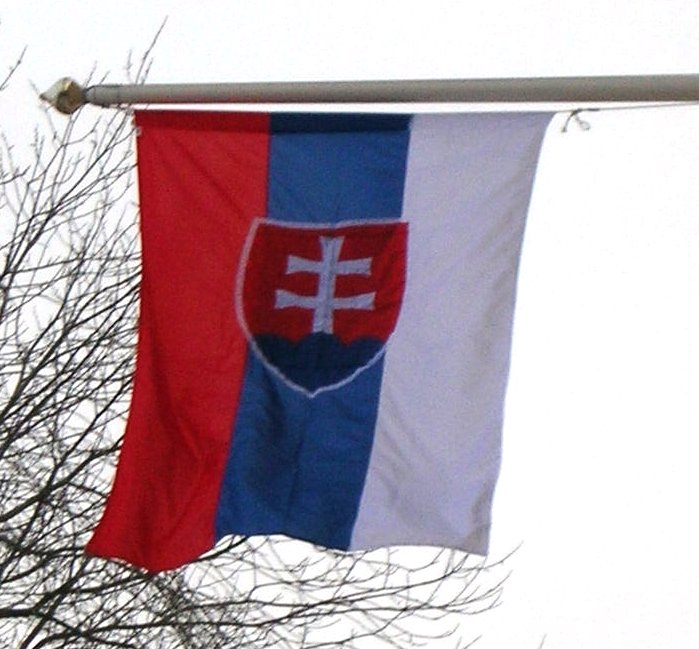
直掛時，國徽垂直置於中間，白條应向着旗桿頂 （左方）。

構成圖

## 國旗沿革歷史
| 國旗沿革歷史                         | 國旗沿革歷史               | 國旗沿革歷史         |
| 國旗                                 | 國家                       | 时间                 |
| 納粹德國傀儡政權時期                 | 納粹德國傀儡政權時期       | 納粹德國傀儡政權時期 |
| ------------------------------------ | -------------------------- | -------------------- |
|                                      | 斯洛伐克第一共和国         | （1939年-1945年）    |
|                                      | 斯洛伐克第一共和国         | （1939年-1945年）    |
| 捷克斯洛伐克共和國時期               |                            |                      |
|                                      | 捷克斯洛伐克共和国         | 1918年-1919年        |
|                                      | 捷克斯洛伐克共和国         | 1919年               |
|                                      | 捷克斯洛伐克共和国         | 1920年               |
|                                      | 捷克斯洛伐克共和国         | 1920年-1939年        |
|                                      | 捷克斯洛伐克流亡政府       | 1939年－1945年       |
|                                      | 捷克斯洛伐克共和國         | 1945年-1960年        |
|                                      | 捷克斯洛伐克社會主義共和國 | 1960年-1990年        |
|                                      | 捷克斯洛伐克聯邦共和國     | 1990年-1992年        |
| 捷克斯洛伐克境內的斯洛伐克共和國時期 |                            |                      |
|                                      | 斯洛伐克第一共和国         | （1939-1945）        |
|                                      | 斯洛伐克社會主義共和國     | （1969-1990）        |
|                                      | 斯洛伐克共和國             | （1990-1992）        |

## 其他旗帜

### 軍艦旗

捷克斯洛伐克軍艦旗1935年-1955年
捷克斯洛伐克軍艦旗1955年-1960年

### 總統旗

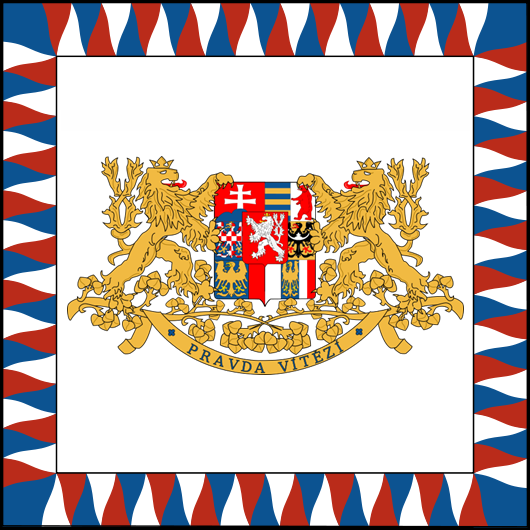
捷克斯洛伐克總統旗1918年-1960年
捷克斯洛伐克社會主義共和國總統旗1960年-1990年
捷克斯洛伐克聯邦共和國總統旗1990年-1992年

### 其他旗

1848年斯洛伐克起义期间，斯洛伐克革命志愿者使用的最受欢迎的旗帜之一。斯拉夫大会后，这一时期的旗帜首次将蓝色引入斯洛伐克国旗。也用作斯洛伐克民族委员会（1848-1849）的旗帜。
斯洛伐克苏维埃共和国国旗（1919年）
斯洛伐克民族党党旗